# Uniwersytet Masseya
Uniwersytet Masseya (ang. Massey University, maor. Te Kunenga ki Pūrehuroa) – nowozelandzki uniwersytet publiczny, jeden z największych w kraju, założony w 1927. 
Według raportu z 2011 studiowało na nim około 35 tys. studentów (z czego 17 tys. zaocznie lub na odległość).
Uczelnia posiada kampusy w: Palmerston North, Wellington i w Auckland.

## Historia
Ustawą z 1926 uczelnia, pod nazwą New Zealand Agricultural College, została założona jako część Uniwersytetu Nowej Zelandii. W 1927 zmieniła nazwę na Massey Agricultural College, dla uhonorowania Williama Masseya, nowozelandzkiego premiera, który zreformował rolnictwo. Pierwsze zajęcia odbyły się 1 lutego 1927. Kobiety mogły na niej studiować od 1932. 
W 1961 uczelnia, jako Massey College, została włączona do Uniwersytetu Wiktorii w Wellingtonie. W 1963 stała się, jako Massey University of Manawatu, niezależnym uniwersytetem, a w 1966 przyjęła obecną nazwę.  
W lutym 2013 został otwarty Wydział Zdrowia.  

## Wydziały
1. Wydział Gospodarki
2. Wydział Pedagogiki
3. Wydział Nauk Humanistycznych i Społecznych
4. Wydział Nauk Przyrodniczych
5. Wydział Sztuk Pięknych i Muzyki
6. Wydział Zdrowia

## Znani absolwenci
- Graham Henry – trener rugby
- Nathan Cohen – mistrz olimpijski w wioślarstwie
- Richard Taylor – filmowiec
- Nathan Guy – polityk, wielokrotny minister
- Paula Bennett – polityk, wielokrotna minister